# 학생서씨
학생서씨(본명: 서은호, 徐誾昊, 1993년 7월 20일 ~ )는 대한민국의 인터넷 방송인으로 전직 언론인 출신, 유튜브 크리에이터이자 프로듀서, 작사가, SOOP(아프리카 TV) 베스트 스트리머(BJ), 4집 가수, 스타트업 아우어에이치엘디에스 대표로 첫 방송일은 2008년 12월 8일이다. 무슨 일이든 학생과 같이 배워서 못할 일은 없다는 뜻을 가지고 있으며 방송을 시작 한 후 자신을 기억하는 시청자들이 추억을 통해 행복하길 바라는 마음에 닉네임을 바꾸지 않았다고 한다. SOOP(아프리카TV) 1세대로 불리는 스트리머(BJ)로 SOOP(아프리카TV) 2008년 12월 4주차 최연소 베스트 스트리머(BJ) 등극 현재까지 SOOP(아프리카TV) 생방송 진행과 유튜브, 인스타그램, 네이버TV,틱톡 등의 플랫폼에 VOD 콘텐츠를 유통하고 있는 17년차 온라인 콘텐츠 창작자이다.

## 학력
- 각화초등학교 졸업
- 신광중학교 졸업
- 고려고등학교 졸업
- 경희사이버대학교 문화커뮤니케이션학과 중퇴(수석입학)

## 경력
- 2012년 7월 ~2012년 7월 여수세계박람회 자원봉사자
- 2012년 8월 ~ 2017년 4월연예Wa닷컴(Enterwa.com)발행인 & 편집인
- 2013년 1월 ~ 2013년 12월친환경녹색운동본부 온라인 홍보대사
- 2016년 2월 ~ 2018년 2월 제9기 ,10기 문화체육관광부 대한민국 정책포털 정책브리핑 정책기자
- 2016년 8월 코리아팀 응원단 정책기자단
- 2016년 10월 ~ 2017년 12월 제1기 대한민국 육군 SNS 서포터즈 단원
- 2017년 9월 ~ 2019년 8월 민주평화통일자문회의 자문위원
- 2019년 3월 ~ 2021년 6월 에프투엠지글로벌뷰티아카데미 홍보팀 대리
- 2019년 10월 ~ 2019년 11월 프릭엔 팟프리카 팟테이너 1기
- 2020년 7월 ~ 2022년 12월 대국민 인싸 등극 프로젝트 1인가구 혼족 필수 플랫폼 어플 ' 홀로(holo) ' 대표(예비창업)
- 2021년 9월 ~ 2021년 12월 광주자원봉사플랫폼 청년 서포터즈
- 2022년 2월 ~ 2022년 11월 (주)피드백 마케팅팀 사원
- 2022년 11월 ~ 2022년 11월 IP(지식재산)디딤돌 프로그램 IP 창업존 43기 과정 수료
- 2023년 1월 국내유일 1인가구 익명 플랫폼 ' 홀로알다 ' 런칭
- 2023년 10월 서잇슈 콘텐츠 런칭
- 2024년 7월 ~ 1인가구 2030 MZ 청년 대표 기업 아우어에이치엘디에스(OUR H.L.D.S) 경영총괄 대표(CEO)
- 2024년 8월 1인가구 이커머스 브랜드 ' 1OUR(원아우어) ' 런칭
- 2025년 4월 ~ 코리아 스타트업 포럼 정회원
- 2025년 6월 위클리 NEWS PICK! 런칭

## 강연
- 2022년 05.13 ' 나만 알고 싶은 1인가구 생활서비스 #올라케어 #앤스테이블 #홀로 ' - 1인가구콘퍼런스 딥플러그
- 2022년 09.16  ' 제 3회 Y-STAR와 꿈꾸라(꿈꾸는 라디오) 부제 : 너와 나 사이, 우주에서 생긴 일 ' - 영남대학교 청년사업단 제 3회 Y-STAR와 꿈꾸라
- 2024년 10.25 ' 스타트업 창업가들이 갖추어야할 필수 덕목 ' - 제 9회 글로벌 이노베이터 페스타

## 저서
- 발간 미정 ' 그대는 찬란하고 예쁘잖아(그찬예) '

## 음반목록
- 디지털 싱글 앨범 1집 ' 취했으니까...' 서은호 2020.12.23 학생서씨

- 디지털 싱글 앨범 2집 ' 친구는 안해 ' 서은호 2021.05.14 학생서씨
- 디지털 싱글 앨범 3집 ' 텐션 올려잇!(Tension GO!) ' 서은호 2021.08.06 학생서씨
- 디지털 싱글 앨범 4집 ' 쏘 스윗 유어 나이트(So Sweet Your Night) ' 서은호 2022. 10. 21 학생서씨

## 수상
- 2008년 12월 4주차 SOOP(아프리카TV) 베스트BJ 선정[2]
- 2010년 SOOP(아프리카TV) 엔젤BJ 선정.[3]
- 2016년 승일희망재단 X SOOP(아프리카TV) 희망자전거 기부 프로젝트 고성, 강릉편 방송 진행 - 승일희망재단 감사장 수상[4]
- 2018년 문화체육관광부 대한민국 정책기자단 10주년 감사패 수상[5]
- 2021년 2021 한국브랜드리더 소셜네트워킹부문 대상 수상[6]
- 2021년 2021 제 16회 대한민국 문화경영대상 소셜네트워킹부문 대상 수상[7]
- 2022년 2022 제 3회 스윙투앱 베스트어워드 우수상 홀로 수상[8]
- 2022년 2022 대국민 오디션 북꾸러운 스타킹 시즌2 입상 수상[9]